# Temnocerus perplexus
Temnocerus perplexus is een keversoort uit de familie Rhynchitidae. De wetenschappelijke naam van de soort is voor het eerst geldig gepubliceerd in 1916 door Blatchley.